# Ralph Roese

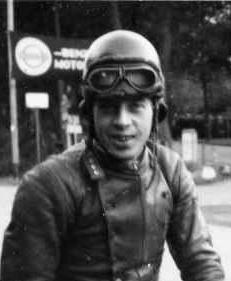
Ralph Roese 1931

Adolf Ralph Roese (* 27. Juli 1900 in Mettmann; † 8. Februar 1950 auf der Autobahn A3 Köln – Frankfurt bei Neuwied-Dierdorf) war in den 1930er- und 1940er-Jahren ein erfolgreicher deutscher Motorrad- und Automobilrennfahrer.

## Leben
Die Eltern von Adolf Ralph Roese waren Emma Roese, geb. Olmesdahl, und der Schlossermeister Adolf Roese. Nach einer erfolgreichen Ausbildung zum Kaufmann im elterlichen Betrieb zog Roese in den 1930er-Jahren nach Düsseldorf, wo er auch seine damalige Lebensgefährtin Emilie Seifermann kennenlernte.
Schon in jungen Jahren zeigte sich seine Leidenschaft für den Motorsport. Die Karriere als Rennfahrer begann in den 1920er-Jahren, zunächst auf BMW-Motorrädern in der Klasse bis 1000 cm³ auf 750-cm³-Kompressor-BMW (R57/63), später in Sportwagen der Bayerischen Motorenwerke. Als engagiertes Mitglied des Düsseldorfer Automobil- und Motorsport-Clubs 05 und des Rheydter Motorsportclubs errang er schon bald zahlreiche Erfolge.
1931 und 1932 wurde Roese jeweils Deutscher Motorrad-Straßenmeister in der Klasse bis 1000 cm³. Im Laufe seiner Karriere fuhr er als Werksfahrer für BMW und als Privatfahrer für BMW und Veritas bei allen großen Rennveranstaltungen in Deutschland und Europa.

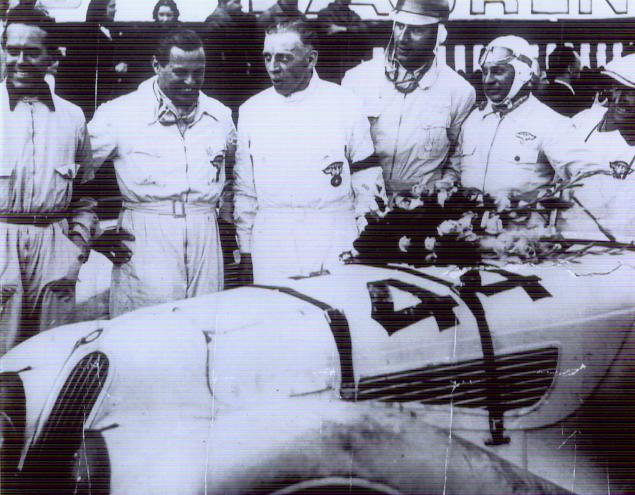
Ralph Roese (Mitte) 1938 bei den 24 Stunden von Spa-Francorchamps

Am 10. Juli 1938 errang Ralph Roese mit dem dritten Gesamtrang bei den 24 Stunden von Spa-Francorchamps mit Max zu Schaumburg-Lippe als Partner auf BMW 328 seinen ersten international bedeutenden Erfolg. 1939 wurde er Deutscher Rennwagen-Meister in der Klasse bis 1500 cm³ in einem speziell hergerichteten BMW 315/1 Spezial in Leichtbauweise. Sein siebter Gesamtrang bei den 24 Stunden von Le Mans 1939 in einem BMW 328 mit Copilot Paul Heinemann als BMW-Werkspilot rundete das gelungene Jahr ab.
1940 errang Roese mit einem hervorragenden dritten Gesamtrang bei der Mille Miglia seinen international größten Erfolg auf BMW 328 MM Roadster. Sein Partner bei diesem Rennen war Adolf Brudes.
Anschließend unterbrach der Zweite Weltkrieg seine Karriere für acht Jahre, ehe er 1948 wieder professionell ins Lenkrad greifen konnte.
Auf dem Hockenheimring fand am 8. und 9. Mai 1948 der erste Meisterschaftslauf für Sport- und Rennwagen nach dem Zweiten Weltkrieg in Deutschland statt. Ralph Roese war mit einem 2-Liter-Veritas RS-BMW am Start und belegte Rang drei. Am Ende der Saison stand für ihn der Vize-Meistertitel in der deutschen Sportwagenmeisterschaft bis 2 Liter Hubraum zu Buche.
Auch 1949 gelangen ihm noch einige Podiumsplätze bei national bedeutenden Rennen, darunter der Sieg in der Sportwagenklasse bis 2 Liter auf dem Grenzlandring 1949. Allerdings konnte Roese nicht mehr an seine großen internationalen Erfolge der Vorkriegszeit anknüpfen.
Am 8. Februar 1950 befand sich Ralph Roese mit seinen Rennfahrer-Kollegen Paul Heinrich (Heinz) Müller, Wilhelm Manske und Franz Josef Geesmeier auf einer Dienstfahrt nach Muggensturm bei Rastatt zur Produktionsstätte der Veritas-Rennfahrzeuge, um neue Rennwagen zu begutachten, als auf der heutigen A 3 bei Neuwied der Fahrer eines entgegenkommenden Fahrzeugs in einem Baustellenbereich die Kontrolle verlor und frontal mit dem Wagen der vier kollidierte. Mitgeführte Benzinkanister fingen Feuer und alle Insassen des Wagens verbrannten.
Am 11. Februar 1950 wurde Adolf Ralph Roese zusammen mit seinem Freund und Sportkollegen Heinz Müller auf dem Nordfriedhof in Düsseldorf unter großer Anteilnahme zu Grabe getragen.

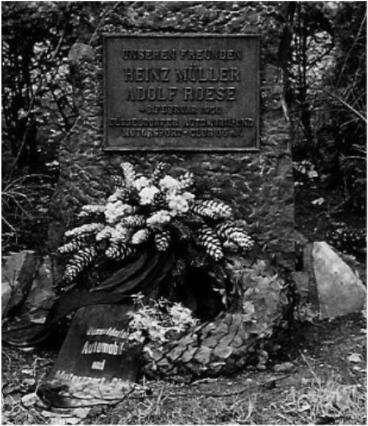
Gedenkstein an der A3

1950 fanden auf dem Nürburgring und auf dem Grenzlandring Gedächtnisrennen zu Ehren der Verstorbenen statt. Der DAMC 05 stellten am 19. Mai 1951 an der Unfallstelle zu Ehren von Ralph Roese und Paul Heinrich Müller einen Gedenkstein auf. Die Gedenkstätte musste in den späten 1990ern dem Neu- bzw. Ausbau der ICE-Strecke Köln-Frankfurt und der Autobahn A3 weichen.

## Erfolge

### Motorrad
- 1931 – Deutscher Motorrad-Straßenmeister auf BMW, Klasse über 500 cm³ Hubraum
- 21. Juni 1931 – Grillenburger Dreiecksrennen – 1. Platz
- 19. Juli 1931 – Rund um Schotten – 3. Platz
- 23. August 1931 – Schleizer Dreieckrennen – 3. Platz
- 1932 – Deutscher Motorrad-Straßenmeister auf BMW, Klasse über 500 cm³ Hubraum
- 11. September 1932 – Schleizer Dreieckrennen – 2. Platz
- 9. Juni 1932 – Großer Preis von Deutschland auf der Berliner AVUS – 3. Platz
- 6. Mai 1934 – Marienberger Dreieckrennen – 3. Platz
- 29. Juni 1934 – Hockenheimer Motorradrennen – 2. Platz
- 12. August 1934 – Kölner Stadtwaldrennen – 3. Platz[4]

### Sportwagen
- 15. Juni 1935 – Eifelrennen Nürburgring – 1. Platz – BMW 315/1
- 6. Oktober 1935 – Feldbergrennen – 2. Platz – BMW 315/1
- 24. Mai 1936 – Kölner Stadtwaldrennen – 1. Platz – BMW 315/1
- 14. Juni 1936 – ADAC Eifelrennen Nürburgring – 1. Platz – BMW 315/1 Spezial
- 23. August 1936 – Hohensyburg – 1. Platz – BMW 315/1 Spezial
- 27. September 1936 – Feldbergrennen – 3. Platz – BMW 315/1 Spezial
- 15. Mai 1937 – GP des Frontières, Chimay/Belgien – 2. Platz BMW 328
- 11. Juni 1937 – Taubensuhlrennen/Landau in der Pfalz – 2. Platz – BMW 315/1
- 27. Juli 1937 – Eifel GP Nürburgring 2. Platz – BMW 328
- 29. August 1937 – Hohensyburg Dreiecksrennen – 2. Platz – BMW 315/1 Spezial
- 22. Mai 1938 – GP Antwerpen – 1. Platz – BMW 328
- 5. Juni 1938 – GP des Frontières, Chimay – 1. Platz – BMW 328
- 10. Juli 1938 – 24 Stunden Spa-Francorchamps – 3. Platz – BMW 328 (Partner: Max zu Schaumburg-Lippe)
- 16. Oktober 1938 – Kurpfalzrennen Hockenheimring – 1. Platz – BMW 315/1 Spezial
- 1939 – Deutscher Sportwagen-Meister Klasse bis 1,5 Liter Hubraum
- 26. März 1939 – Litoranea Libica Tobruk-Tripolis 1500 km – 2. Platz – BMW 328 (Partner: Max zu Schaumburg-Lippe)
- 7. Mai 1939 – Hamburger Stadtparkrennen – 2. Platz – BMW 315/1 Spezial
- 21. Mai 1939 – Eifelrennen Nürburgring – 1. Platz – BMW 315/1 Spezial
- 28. Mai 1939 – GP des Frontières, Chimay – 1. Platz – BMW 328
- 18. Juni 1939 – 24 Stunden von Le Mans – 7. Platz gesamt / 2. Platz Klasse 2.0 Liter Hubraum – BMW 328 Roadster (Partner: Paul Heinemann)
- 3. September 1939 – GP Belgrad – 2. Platz – BMW 328
- 28. April 1940 – Mille Miglia – 3. Platz – BMW 328 MM Roadster (Partner: Adolf Brudes)
- 1948 – Deutscher Sportwagen-Vize-Meister, Klasse bis 2 Liter Hubraum
- 9. Mai 1948 – Hockenheimring – 2. Platz – Veritas RS/BMW
- 15. August 1948 – Schottenring – 3. Platz – Veritas RS/BMW
- 5. September 1948 – Eggbergrennen – 3. Platz – Veritas RS/BMW
- 8. Mai 1949 – Hockenheimring – 2. Platz – Veritas RS/BMW
- 22. Mai 1949 – Eifelpokal/Nürburgring – 2. Platz – Veritas RS/BMW
- 11. September 1949 – Grenzlandring – 1. Platz – Veritas RS/BMW
- 18. September 1949 – Saarbrücken – 2. Platz – Veritas RS/BMW

### Le-Mans-Ergebnisse
| Jahr | Team | Fahrzeug | Teamkollege    | Platzierung | Ausfallgrund |
| ---- | ---- | -------- | -------------- | ----------- | ------------ |
| 1939 | BMW  | BMW 328  | Paul Heinemann | Rang 7      |              |